# Boro Drašković

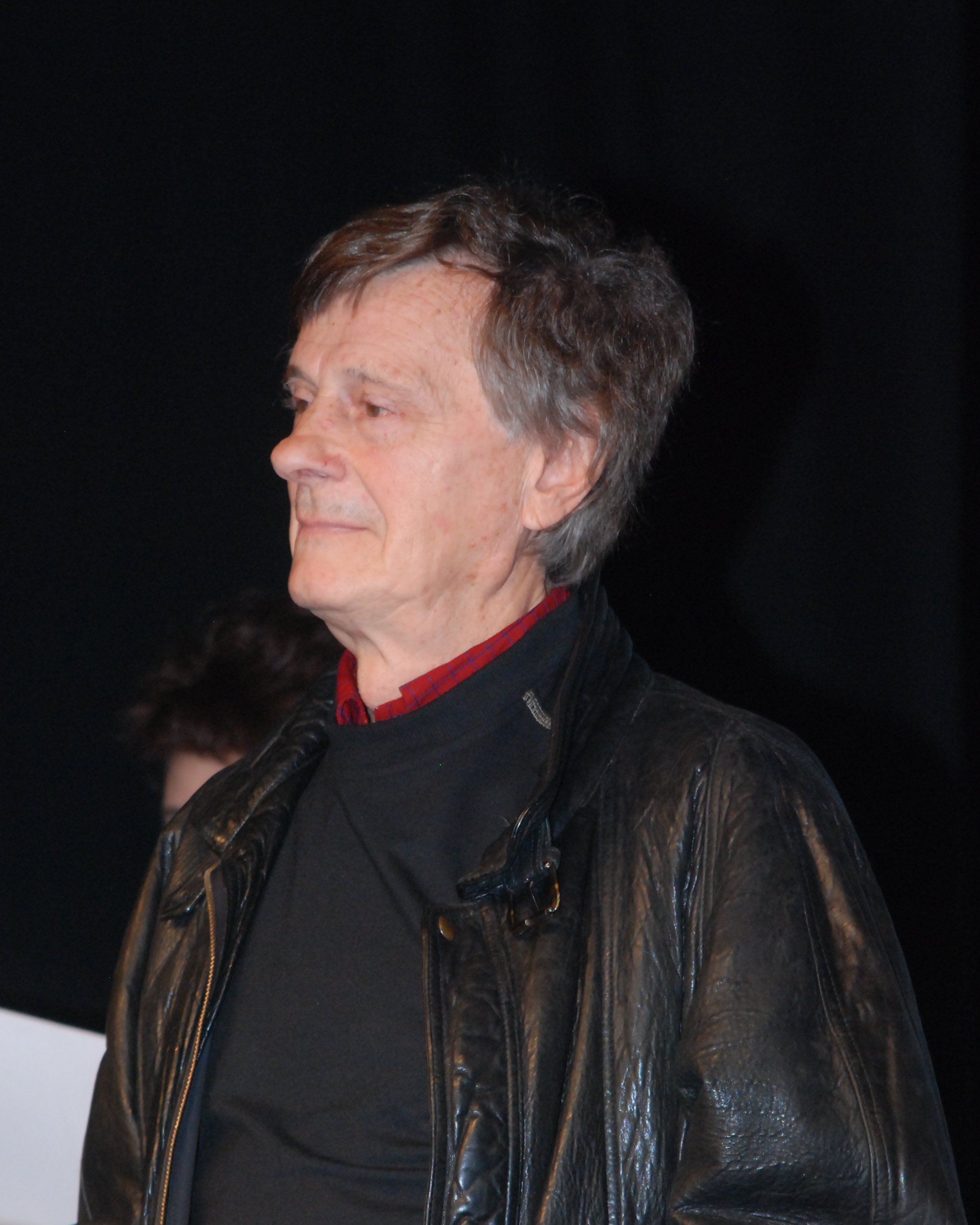
Boro Drašković

Boro Drašković (serbisch-kyrillisch Боро Драшковић; geboren am 29. Mai 1935 in Sarajevo, Jugoslawien) ist ein serbischer Filmregisseur und Drehbuchautor. 

## Leben
Boro Drašković hat 1959 die Belgrader Akademie für Film, Radio und Fernsehen abgeschlossen und wurde 1962 Regieassistent von Andrzej Wajda. Vier Jahre später wechselte er zu Jerzy Kawalerowicz. Drašković verkaufte sein erstes Drehbuch 1964 und machte 1969 seinen ersten Film Horoskop. Als Theaterregisseur inszenierte er Klassiker der Weltliteratur von Aischylos bis Samuel Beckett, daneben inszenierte er auch serbische Klassiker wie Radoje Domanović, Petar Kočić und Danilo Kiš.

## Filmografie (Auswahl)
- 1969: Horoskop
- 1971: Nokaut
- 1979: Usijanje
- 1985: Das Leben ist schön (Život je lep)
- 1994: Vukovar, jedna priča